# Cid Teixeira de Abreu
Cid Teixeira de Abreu (Caxias, 2 de julho de 1937 - ?) foi um poeta brasileiro.

## Biografia
Estudou em sua terra natal e em Belo Horizonte, onde se formou em Filosofia pela Universidade Federal de Minas Gerais, local em que publicou seu primeiro livro, Poemas I (sonetos decassílabos - 1961), mudando-se posteriormente para Teresina, para lecionar no Curso de Pedagogia da Universidade Federal do Piauí (UFPI). Atuou como cronista do jornal Diário do Povo e publicou os livros Terra Terrão (poemas livres - 1985) e Moenda (1986).[carece de fontes?]
Membro da União Brasileira de Escritores, UBE, no Piauí. Obteve premiações literárias em Belo Horizonte, Rio de Janeiro e Brasília. Segundo o historiador Adrião Neto, foi "First Place" em concurso literário internacional patrocinado pela Universidade do Colorado, Estados Unidos, além de ter participado da coletânea "Andarilhos da Palavra", no Piauí.[carece de fontes?]

## Obras
- Poemas I (1961);
- Terra Torrão (1985);
- Moenda (Poesia – 1986)